# Odocoileus hemionus
Espèce
Statut de conservation UICN

 LC  : Préoccupation mineure
Odocoileus hemionus, communément appelé Cerf mulet, Cerf hémione ou Cerf à queue noire, est une espèce de Cervidés qui vit dans les forêts de l'Ouest de l'Amérique du Nord ; on en distingue onze sous-espèces qui occupent des zones forestières américaines et canadiennes de 23° à 60° de latitude, ce qui fait d'eux des animaux résistants à de nombreuses conditions climatiques. Il se distingue du Cerf de Virginie par ses bois plus droits.

## Élevage
- C'est l'un des cervidés fréquemment élevés aux États-Unis.

## Maladies
- Cette espèce, y compris dans les élevages, s'est montrée sensible à la MDC (maladie débilitante chronique, l'équivalent de la vache folle chez les cervidés, maladie qui ne semble pas à ce jour transmissible à l'être humain)[4], le prion responsable de cette maladie semble transmissible via l'urine et les excréments de l'animal, mais il est aussi retrouvé dans la salive et le sang des cervidés malades[5]. C'est une maladie mortelle, sans traitement disponible à ce jour.

## Répartition

Carte de répartition de sept sous-espèces du cerf hémione (Odocoileus hemionus).
cerf mulet de Sitka (O. h. sitkensis)
cerfs à queue noire (O. h. columbianus)
cerf mulet de Californie (O. h. californicus)
cerf mulet du Sud (O. h. fuliginatus)
cerf mulet de la péninsule (O. h. peninsulae)
cerf mulet du désert (O. h. crooki peut-être O. h. eremicus)
cerf mulet des Montagnes Rocheuses (O. h. hemionus)